# Alexandre Djouhri
Alexandre Djouhri, né Ahmed Djouhri le 18 février 1959 à Saint-Denis en Seine-Saint-Denis, est un homme d'affaires franco-algérien.
Il est un intermédiaire dans les contrats internationaux, notamment pour l'industrie de l'armement ainsi que pour des marchés de l'eau, des déchets et du pétrole.

## Biographie
Quatrième d’une fratrie algérienne de dix enfants, il est né en 1959 à Saint-Denis. Son père était soudeur et communiste, sa mère, femme au foyer.
Sa famille, originaire de Kabylie en Algérie, s'est installée à Saint-Denis puis à Sarcelles dans les années 1950. Alexandre Djouhri a une jeunesse et vie de jeune adulte liées à des bandes de banlieue et au « milieu parisien du banditisme »,,.
Il se rapproche des milieux d'affaire dans les années 1980 après avoir fait connaissance de David Tordjman et d'Anthony Delon, avec lesquels il crée une affaire commune. La rencontre avec le fils du Sénégalais Amadou-Mahtar M’Bow, ancien directeur général de l’UNESCO, lui ouvre les portes des réseaux de la Françafrique. Il fréquente les fils de diplomates africains, tisse des liens avec les milieux politiques congolais, guinéen et gabonais. Dans les années 1986 et suivantes, il approche la droite politique, proche de Charles Pasqua, liée à la Françafrique,,.
En 1987, Alexandre Djouhri crée l’Agence euro-arabe et euro-africaine, publiant des bulletins confidentiels sur abonnement.
Alexandre Djouhri est initié aux affaires par André Tarallo, l’ancien dirigeant d’Elf. À la fin des années 1990, il est recruté par Vivendi Environnement (devenu Veolia). Il est décrit comme un « ami personnel » de son président Henri Proglio.
Les activités de ce bon connaisseur de l'Afrique et du Moyen-Orient consistent, selon la journaliste Raphaëlle Bacqué, à être un intermédiaire sur les marchés internationaux de l'eau, des déchets et du pétrole. La journaliste le présente comme l'un des hommes influents du moment. De ce proche de Dominique de Villepin, Claude Guéant dit : « Il a une connaissance de l’économie et des affaires qui est utile à notre pays. » Sous la présidence de Jacques Chirac, il devient un intime des conseillers présidentiels Maurice Gourdault-Montagne et Dominique de Villepin. Rallié en 2006 aux réseaux de Nicolas Sarkozy, il accompagne Claude Guéant lors de ses déplacements en Libye et en Algérie.
Proche de Béchir Saleh, directeur de cabinet de Mouammar Kadhafi, Alexandre Djouhri gagne la confiance du leader libyen. Il jouera un rôle central dans le règlement de l’affaire des infirmières bulgares détenues en Libye.
Certaines frictions apparaissent toutefois comme en 2009, lorsqu'il s'oppose avec véhémence à Patrick Ouart, conseiller juridique de Nicolas Sarkozy, dans le dossier de l'affaire des ventes d'armes à l'Angola. Il milite alors pour obtenir la libération de l’intermédiaire Pierre Falcone, rattrapé par la justice, alors que Ouart préconise la prudence.
La justice française pense qu’il avait un rôle d'intermédiaire concernant l’argent lybien dont disposait Kadhafi pour ses opérations financières avec la France, il quitte la France en septembre 2016. Il ne répond pas aux convocations qui lui ont été adressées par les juges d'instruction concernant l'enquête du possible financement libyen de la campagne de Nicolas Sarkozy en 2007.
Début décembre 2017, il est aperçu lors de la réception en l'honneur de la visite du président Emmanuel Macron à l'ambassade de France en Algérie, où il a été invité à la demande du diplomate Maurice Gourdault-Montagne.
Fin décembre 2017, les magistrats émettent un mandat d’arrêt contre lui.
Alors que Nicolas Sarkozy est mis en examen dans le cadre de l'affaire Sarkozy-Kadhafi, Djouhri est interpellé le 8 janvier 2018 à l’aéroport d’Heathrow en provenance de Genève par un vol régulier. Relâché puis emprisonné à Wandsworth, la grande prison de Londres, il est victime d'une attaque cardiaque, hospitalisé et placé en coma artificiel.
Après plusieurs mois d’incertitude, la justice britannique décide fin février 2019 son transfert en France en vertu d’un mandat d'arrêt européen émis par les juges d’instruction français fin décembre 2017 à la suite de la soirée à l’ambassade de France à Alger, pour « blanchiment d’argent », « détournement de fonds publics » et « corruption ». Djouhri est extradé vers la France le 30 janvier 2020, placé en détention provisoire puis remis en liberté le 16 mars, sous surveillance électronique.

## Controverses

### Faits divers
- En 1981, Alexandre Djouhri est interpellé pour vol à main armée dans l'attaque d'une bijouterie. Faute de preuve à charge, il n'est pas mis en examen[22]. Son associé de l'époque, David Tordjman, proche du milieu franco-tunisien, gérant en sous-main de plusieurs discothèques parisiennes, a été victime en 1985 d’une tentative d’assassinat. Un rapport de synthèse de la brigade criminelle indique que « les événements violents qui sont intervenus par la suite semblent indiquer qu’un contentieux important oppose le clan Tordjman-Djouhri à une autre bande », et que « Djouhri Ahmed, plus communément appelé « Monsieur Alexandre », individu de moralité douteuse et dont les activités paraissent aussi lucratives qu’obscures, ne pouvait ignorer qu’il était la cible de tueurs »[23].
- En décembre 2005, Djouhri est mis en examen après avoir déclenché un pugilat dans l'hôtel George-V, agressant avec l'aide d'autres intervenants son concurrent Mohamed Ajroudi, lors d'une réunion concernant Veolia[24].
- Selon le journaliste Pierre Péan, Djouhri aurait été mêlé à la tentative de meurtre d'un concurrent, l'homme d'affaires Ziad Takieddine[25].
- L'Express du 9 mars 2010 affirme que Djouhri aurait été l'expéditeur de menaces contre le conseiller juridique de Nicolas Sarkozy, Patrick Ouart[26].

### Ventes d'armes
Selon l'enquête publiée par Pierre Péan dans La République des mallettes, il est décrit comme un intermédiaire dans le cadre de ventes internationales d'armes, proche de Dominique de Villepin mais aussi de Claude Guéant et de Bernard Squarcini, patron du renseignement intérieur français.
Un autre intermédiaire spécialiste du Proche-Orient, Ziad Takieddine, considéré comme un « rival » de Djouhri, a déclaré au Journal du Dimanche : « J’accuse Jacques Chirac et Dominique de Villepin, à l’Élysée, et leurs « hommes », le diplomate Maurice Gourdault-Montagne et, notamment, un homme de l’ombre, Alexandre Djouhri, d’avoir, par leurs agissements, fait que la France passe aujourd’hui pour un des pays les plus corrompus au monde et ne vende plus rien à l’international », déclaration mettant en exergue la rivalité existant entre les intermédiaires qui vivent sur les commissions générées par les marchés internationaux.

### Liens avec Dominique de Villepin
Depuis le milieu des années 1990, Alexandre Djouhri a noué des relations étroites avec Dominique de Villepin. Les deux hommes partagent des vacances et se retrouvent régulièrement, à Paris ou à Monaco. En 2011, durant la guerre en Libye, Alexandre Djouhri orchestre la réconciliation entre Dominique de Villepin et Nicolas Sarkozy, brouillés depuis l’affaire Clearstream. Le 28 novembre 2013, Alexandre Djouhri acquiert pour 43 000 euros un album original de Tintin appartenant à Dominique de Villepin, lors d’une vente aux enchères à l’hôtel Drouot : le lot no 120, un des mille premiers exemplaires imprimés de Tintin au pays des Soviets, premier ouvrage de la série des aventures de Tintin.

### Liens avec la famille Bugshan
Des liens d’affaires unissent Alexandre Djouhri avec la richissime famille saoudienne Bugshan. La famille Bugshan est à la tête d’un conglomérat industriel créé en 1923, le Saudi Bugshan Group. Elle est très proche de grands groupes français, dont elle distribue les produits en Arabie saoudite.
Cette famille est cliente de l'avocat Dominique de Villepin depuis 2008. En 2013, De Villepin déclare au quotidien Le Monde qu’il « n’(a) pas de contrat avec ce groupe ». Cette affirmation est démentie catégoriquement par les enquêteurs de l’Office central de lutte contre la corruption et les infractions financières et fiscales (OCLCIFF). Selon eux, Dominique de Villepin a effectué des « prestations » pour ce groupe entre 2008 et 2010, facturées 4,2 millions d’euros. L’une d’entre elles surprend les policiers de l’OCLCLIFF. Il s’agit d’une note d’analyse datée de janvier 2009 dont le titre est « Considérations sur les adaptations possibles au défi urbain asiatique à la lumière des évolutions et des prises de consciences récentes », qui s'avère le copié-collé d’une intervention réalisée en novembre 2008 à Téhéran au Forum des villes asiatiques. Entendu le 6 septembre 2016 comme témoin, Dominique de Villepin assure qu’Alexandre Djouhri n’a joué aucun rôle dans ces activités.
Le Saudi Bugshan Group est cité dans l’affaire Karachi pour avoir possiblement bénéficié en 1996, via la société Parinvest et sur ordre de l’Élysée, des commissions du contrat de frégates Sawari II passé avec l’Arabie saoudite en 1994.

### Liens avec Bachir Saleh
Bachir Saleh à la tête du fonds souverain libyen est le relais libyen présumé d'Alexandre Djouhri. Le parquet national financier (PNF) soupçonne ce dernier notamment des détournements de fonds à la suite de la vente en 2009 d'une villa située à Mougins, sur la Côte d'Azur, pour environ 10 millions d'euros, à un Fonds libyen géré par Bachir Saleh. Les juges pensent qu'Alexandre Djouhri est le propriétaire de ce bien et que le prix d'achat est "très surévalué" selon les éléments de l'enquête.

### Interventions et influences en Libye
Pierre Péan cite l'ancien ministre de la Défense Hervé Morin, qui lui aurait confié que « Alexandre Djouhri a géré la Libye avec Claude Guéant ». Pierre Péan ne manque pas de rappeler le rôle central de Djouhri dans le règlement de l'affaire des infirmières bulgares détenues en Libye.
Selon l'hebdomadaire Le Canard enchaîné, au moment des révolutions arabes, l'ambassadeur de France en Tunisie Boris Boillon aurait veillé à l'exfiltration de Libye de l'ex directeur de cabinet de Mouammar Kadhafi, Bachir Saleh, dans un jet privé appartenant à Alexandre Djouhri. Bachir Saleh obtient un titre de séjour en France. Quelques jours avant le second tour de l'élection présidentielle française de 2012, Bachir Saleh est exfiltré de France par la mobilisation d'Alexandre Djouhri. Pour le site d'information Maghreb Confidentiel, Djouhri et Saleh seraient « inséparables » et se seraient envolés pour le Mali en juin 2012.

### Montage financier en faveur de Claude Guéant
Alexandre Djouhri est suspecté d'avoir mis sur pied un montage financier permettant de verser, en 2008, la somme de 500 000 euros à Claude Guéant pour que celui-ci s’achète un appartement derrière les Champs-Élysées. Au cours de cette enquête, le domicile suisse d'Alexandre Djouhri fait l’objet d’une perquisition approfondie en mars 2015. Depuis lors, Djouhri ne met plus les pieds en France ou seulement le week-end, comme il le confie à Alain Marsaud « pour éviter une garde à vue ».

### Enquêtes difficiles
Deux journalistes de Paris Match, David Le Bailly et François Labrouillère, ont tenté de faire une enquête sur Djouhri. Après avoir posé des questions à Claude Guéant et Bernard Squarcini, la direction de leur journal a décidé d'annuler cette investigation. L'Agence France-Presse, dans une dépêche du 26 avril 2011, relate cet épisode en supposant une « intervention » d'un proche de Dominique Strauss-Kahn et d'Arnaud Lagardère auprès de la direction de l'hebdomadaire.
Alexandre Djouhri a l'habitude de poursuivre en justice les journalistes qui enquêtent sur lui, ou les journaux qui publient des articles qui lui déplaisent. Il a ainsi obtenu la condamnation du journal Libération pour diffamation publique, mais a été débouté par la 17e chambre du tribunal de grande instance de Paris, qui a donné raison à L'Express au sujet de ses révélations concernant des menaces contre Patrick Ouart.

## Procès
Alexandre Djouhri est cité dans l’enquête sur un possible financement libyen de la campagne présidentielle de 2007 de Nicolas Sarkozy,. L'enquête judiciaire est instruite depuis avril 2013 par deux juges du parquet national financier (PNF), des indices concordants se sont accumulés sur un possible versement de fonds par Mouammar Kadhafi.
Par ailleurs, certains de ses proches confient aux journalistes Joan Tilouine et Simon Piel avoir « fait faire glouglou » à Choukri Ghanem, l’ancien ministre du Pétrole libyen qui, en 2007, consignait à la main dans un carnet les sommes occultes promises à Nicolas Sarkozy, et qui a été retrouvé flottant dans le Danube, à Vienne, en avril 2012,.
En septembre 2016, Alexandre Djouhri ne se rend pas à la convocation d'un juge du PNF dans le cadre de cette enquête. Selon le magazine Marianne, la justice demande alors à Interpol d'émettre et de diffuser un mandat d'arrêt international contre Djouhri.
Visé par un mandat d’arrêt européen délivré par les juges d’instruction du pôle financier de Paris, il est arrêté le 8 janvier 2018 à l'aéroport de Londres Heathrow. Il obtient sa liberté sous caution dans l'attente d'une audience d'extradition fixée au 17 avril, puis est de nouveau placé en détention provisoire en mars 2018, après l'émission par la France d'un second mandat d'arrêt européen à son encontre.
À la suite de la décision du tribunal de Westminster, Alexandre Djouhri est finalement extradé vers la France le 30 janvier 2020. Il est mis en examen le lendemain pour les chefs de mise en examen suivants :
- faux et usage de faux,
- corruption active,
- corruption active d’agent public étranger,
- complicité de détournement de fonds publics par une personne chargée d’une mission de service public,
- recel de détournement de fonds publics par une personne chargée d’une mission de service public,
- blanchiment de détournement de fonds publics par une personne chargée d’une mission de service public en bande organisée,
- blanchiment de corruption active et passive en bande organisée,
- blanchiment de corruption active et passive d’agent public étranger en bande organisée,
- blanchiment de fraude fiscale en bande organisée.

Il est ensuite placé en détention provisoire à la requête du PNF,.
Face à la propagation du coronavirus, considéré comme une personne à risque de Covid-19 en raison de ses problèmes cardiaques, Alexandre Djouhri, jusqu'alors en détention provisoire, est remis en liberté le 16 mars 2020 ; il est placé sous surveillance électronique.
Selon Saïf al-Islam Kadhafi dont  les affirmations ont été reçues par RFI en janvier 2025, des valises d'argent ont été remises à Claude Guéant par l’intermédiaire d’Alexandre Djouhri, l'argent étant transmis par Béchir Saleh. Dans cet échange il rappelle qu’il avait transmis en 2018 son témoignage au juge Serge Tournaire.
Alexandre Djouhri est jugé aux côtés de Nicolas Sarkozy et onze autres personnes entre le 6 janvier et le 10 avril 2025 devant la 32e chambre du tribunal correctionnel de Paris. Il comparaît pour faux et usages de faux, corruption, trafic d’influence, complicité de détournement de fonds, blanchiment de corruption et de fraude fiscale en bande organisée et association de malfaiteurs.
Durant le procès, il est interrogé sur son rôle dans la sortie du territoire français à bord d'un avion privé qui décolle discrètement de l'aéroport du Bourget (Seine-Saint-Denis) le 3 mai 2012, quelques jours avant le second tour de l'élection présidentielle, de l'ex-argentier du régime libyen Béchir Saleh, visé par une notice rouge d'Interpol à la suite d'une plainte déposée par la Libye pour détournement de fonds. Béchir Saleh est aussi jugé en son absence dans ce procès soupçonné d'avoir fait transiter des fonds en faveur de l'entourage de Nicolas Sarkozy. Cette exfiltration a couté 94 700 Euros Hors Taxes,,.

## Relations privées
Selon Ariane Chemin et Marie-France Etchegoin, Alexandre Djouhri était un proche d'Henri Proglio quand celui-ci était pdg d'EDF (2009-2014) et espérait réorganiser la filière nucléaire française.
Alexandre Djouhri est l'ami de Béchir Saleh, ancien directeur de cabinet de Mouammar Kadhafi et responsable du Libya Africa Investment Portfolio contrôlé par la Libyan Investment Authority.
Pierre Péan rappelle dans son livre La République des mallettes le rôle de Djouhri comme médiateur dans le divorce de Cécilia et Nicolas Sarkozy, avec pour objectif de s'assurer du silence de l'ex-première dame contre une pension conséquente.
Selon le journaliste Olivier Drouin du magazine Capital, son fils Germain Djouhri a épousé la fille de l'oligarque russe Sergueï Niyzov,. Germain Djouhri résiderait à Londres et serait proche de Jean-Charles Charki, gendre de Claude Guéant.

### Émissions de Radio
- Elodie Guéguen, « Alexandre Djouhri, le spectre de la Françafrique » [audio], sur Radio France, France Inter, Secret d'info, 3 février 2018.